# Inislounaght Abbey
Inislounaght Abbey (irisch Inis Leamhnachta, älter Mainistir na Siúire, lat. Surium; Suir) ist eine ehemalige Zisterzienserabtei im County Tipperary in der heutigen Republik Irland. Das ehemalige Kloster lag bei Marlfield am westlichen Rand von Clonmel rund 250 m vom Fluss Suir, damals einer wichtigen Verkehrsader, von dem die lateinische Bezeichnung abgeleitet ist.

## Geschichte
Das Kloster wurde 1147/1148 (nach anderer Angabe erst 1151) gegründet. Umstritten ist, ob es ein Tochterkloster von Mellifont Abbey oder von Monasteranenagh Abbey war. Jedenfalls gehörte es der Filiation der Primarabtei Clairvaux an. Das Kloster besiedelte die Tochterklöster Glanawydan Abbey, Fermoy Abbey, Corcomroe Abbey. Die in diesem Zusammenhang genannte Glangragh Abbey könnte mit Glanawydan Abbey identisch sein, andererseits wird eine Glangragh Abbey im County Down (Nordirland) wiederholt in älteren Publikationen genannt. Das Kloster wurde um 1220 in die Verschwörung von Mellifont verwickelt und deshalb 1227 Furness Abbey unterstellt. Ein Mönch aus Furness wurde zum Abt bestellt, jedoch vom Konvent zurückgewiesen, bis Stephan von Lexington die Abtei visitierte. Zur Stärkung der Disziplin wurden 1249 Mönche aus Furness nach Inislounaght entsandt.
Das Kloster war nach einer Periode des Wohlstands am Ende des 14. Jahrhunderts stark verschuldet und die Kirche war 1467 in schlechtem Zustand. Vor der Klosteraufhebung im Jahr 1540 zählte die Abtei nurmehr fünf Mönche. 1542 erhielt Thomas Butler, der spätere Baron of Caher, das Kloster. 1577 ging das Kloster an Cormac M’Teige M’Carthy über.

## Bauten und Anlage
Die Ruinen der Abtei waren noch im 18. Jahrhundert sichtbar. Heute sind jedoch keine Reste mehr erhalten. In der protestantischen Kirche von Marfield sind Teile verbaut, so das Ostfenster und ein romanischer Durchgang aus der Zeit kurz vor 1200.